# Pholidota articulata
Pholidota articulata är en orkidéart som beskrevs av John Lindley. Pholidota articulata ingår i släktet Pholidota och familjen orkidéer. Inga underarter finns listade i Catalogue of Life.